# Марченко Олег Вікторович (науковець)
Олег Вікторович Марченко (нар. 26 березня 1963, Москва, Російська РФСР, СРСР) — український вчений, дослідник історії філософії та літератури, доктор філософських наук (2007), професор (2008).

## Життєпис
Олег Марченко народився 1963 року в Москві. У 1985 році закінчив філологічний факультет Харківського державного університету. Потім навчався в аспірантурі Інституту філософії РАН, яку закінчив 1993 року. Після захисту кандидатської дисертації в 1998 році працював у Московському державному фізико-технічному інституті. У 2008 році обійняв посаду професора кафедри історії вітчизняної філософії філософського факультету Російського державного гуманітарного університету в Москві. У 2012 році перейшов до Московської державної консерваторії імені П. І. Чайковського на посаду завідувача кафедри гуманітарних наук.

## Наукова діяльність
Олег Марченко — автор численних публікацій з історії української та російської філософії. В 1993 році у видавництві Харківського державного університету побачила світ монографія «Нариси з філософії Григорія Сковороди» (у співавторстві з Леонідом Ушкаловим). У 1998 році вчений захистив кандидатську дисертацію на тему: «В.Ф. Ерн як історик російської філософії». Майже через десятиліття в 2007 році Олег Марченко захистив докторську дисертацію «Філософія Г. С. Сковороди та російська філософська думка XIX-XX століть». Брав участь у підготовці книзі «Григорій Сковорода. Повна академічна збірка творів» (Харків; Едмонтон; Торонто, 2011), а також видань творів Володимира Ерна, Миколи Сумцова, Сергія Дуриліна, Дмитра Чижевського, у створенні енциклопедичного словника «Русская философия» (1995), «Новая философская энци-клопедия» у 4-х томах (2001—2002; обидва — Москва).

### Наукові публікації
- Кусенко О. И., Марченко О. В. Италия в творческой судьбе русских мыслителей первой половины XX века // Реплики. Философские беседы. Российская академия наук, Институт философии. Москва, 2021. С. 829-854.
- Марченко О. В. Несколько замечаний о теме самобытности и заимствованиях в размышлениях русских мыслителей первой половины XX века // Интеркультурная философия: полилог традиций. Сборник трудов конференции. Санкт-Петербург, 2020. С. 10-12.
- Марченко О. В. О переводах Григория Сковороды из Цицерона и Плутарха // Вестник РГГУ. Серия: Философия. Социология. Искусствоведение. 2019. № 3-2 (18). С. 199-204.
- Marchenko O. V. La place de la nouvelle culture philosophique europeenne dans la construction de la conscience philosophique russe // Slavica Occitania. 2019. № 49. С. 51-64.
- Марченко О. В. О Е. Н. Трубецком и В. Ф. Эрне: некоторые замечания // EUGENE TRUBETSKOY: ICON AND PHILOSOPHY. conference proceedings. 2018. С. 48-49.
- Марченко О. Несколько замечаний о Вяч. Иванове, Вл. Эрне и Гр. Сковороде. Возвращаясь к теме устойчивости платонических символов // Вестник РГГУ. Серия: Философия. Социология. Искусствоведение. 2018. № 3 (13). С. 9-18.
- Марченко О. В. Бытие, открываемое музыкой < Рецензия на книгу К. В. Зенкина «музыка-эйдос-время. А. Ф. Лосев и горизонты современной науки о музыке» // Музыка. Искусство, наука, практика. 2016. № 2 (14). С. 61-65.
- Марченко О. В. К вопросу о метафизике социокультурного бытия в русской мысли XVIII–XX вв. // Журнальный клуб Интелрос. История философии. 2014. №19. С. 82-91.
- [Марченко О.В.] Сковорода Григорий Саввич // Философия: Энциклопедический словарь / Под ред. А.А. Ивина. – Москва: Гардарики, 2004. – С. 772–773.
- Марченко О.В. Очерки по истории философии. – Москва: Московский государственный университет печати, 2002. – 252 с.
- Марченко О.В. Афины – Иерусалим // Философия и современные проблемы гуманитарного знания: Сборник научных трудов. – Москва: Издательство МГУП, 2002. – Вып. 3. – С. 175–186.
- Марченко О.В. Сковорода Григорий Саввич // Новая философская энциклопедия: В 4 т. – Москва: Мысль, 2001. – Т. 3. – С. 563.
- Духовный алфавит. Григорий Сковорода и литература его времени / Сост. О.В. Марченко, А.В. Панибратцев. – Москва: Славянский диалог, 2000. – 479 с.
- Марченко О.В. Екзистенційно-антропологічний вимір вітчизняного філософствування // Вісник Черкаського університету. Серія: Філософія. – Черкаси, 2000. – Вип. 20. – С. 28–35.
- Марченко О. В. В.Ф. Эрн как историк русской философии: Автореф. дис. … канд. филос. наук. – Москва, 1998. – 32 с.
- Марченко О. Владимир Эрн и его книга о Григории Сковороде // Волшебная гора: Философия, эзотеризм, культурология. – Москва: РИЦ «Пилигрим», 1998. – Т. VII. – С. 10–25.
- Тарасова Н., Марченко Н. Григорій Сковорода і Давид Гурамішвілі // Вісник Полтавського педагогічного інституту ім. В.Г. Короленка. – Полтава, 1998. – Вип. 1. – С. 52–60.
- Марченко О.В. Богошукання Г.С. Сковороди (Філософсько-етичний аспект проблеми) // Вісник Черкаського університету. Серія: Соціально-гуманітарні науки. – 1997. – Вип. 2. – С. 90–96.
- Marczenko Oleg. Библейская герменевтика у Григория Сковороды // Roczniki Humanistyczne. Т. XLIV, z. 7. Slowianoznawstwo. - Lublin: KUL, 1996.  S. 91–106.
- Ушкалов Л. В., Марченко О. В. Нариси з філософії Григорія Сковороди. – Харків : Основа, 1993. – 152 с.
- Марченко О.В. Экзегеза у Григория Сковороды: некоторые аспекты изучения // Вестник Харьковского университета. – 1991. – № 354. – С. 86–96.